# Pandelísz Kapetánosz
Pandelísz Kapetánosz (Ptolemaída, 1983. június 8. –) görög válogatott labdarúgó.

## Pályafutása

### Klubcsapatokban

#### FS Kozánisz
A pályafutását 1999-ben a Kozánisz csapatánál kezdte, ahol ifjúsági szinten is játszott.

#### PAE Iraklísz
2002-ben a görög szuperliga klubhoz, az Iraklíszhoz távozott. 75 mérkőzést játszott itt, és 10 gólt szerzett.

#### AÉK Athén
2006 januárjában az AÉK Athénhez igazolt, ahol összesen 26 alkalommal lépett pályára, és négy gólt szerzett. A fővárosi klubbal egymás után háromszor is második lett az Olimbiakósz mögött.

#### Steaua București és Kolozsvári CFR 1907
2008-ban Romániába igazolt a Liga 1-ben szereplő Steaua Bucureștihez. 2011 januárjában a bajnoki rivális Kolozsvári CFR 1907-hez ment, de a 2010–11-es szezon második felében csak kétszer lépett pályára. A 2011–12-es szezonban már  alapjátékos lett, és tizenkét góllal járult hozzá a bajnoki cím megszerzéséhez.
2013 nyarán visszatért a Steaua Bucureștihez. A 2013–14-es idényben mindössze nyolc alkalommal lépett pályára, de a szezon végén a második bajnoki címének örülhetett.

#### Vissza Görögországba
2014 nyarán visszatért a hazájába, ahol az AO Xánthi szerződtette. Ezzel az együttessel 2015-ben bejutott a görög kupa döntőjébe, de a csapata vereséget szenvedett az Olimbiakósztól. A bajnokságban a 2015–16-os szezonban a csapatával a bennmaradásért küzdött. 2016 nyarán elhagyta a Xánthi csapatát, és csatlakozott a bajnoki riválishoz, a PAE Vériához. Egy szezont játszott ott, majd sokáig klub nélkül maradt. 2018 októberében a Makedonikos Foufas FC-hez került, és ott fejezte be 2019-ben az aktív pályafutását.

### A válogatottban
2010 elején Otto Rehhagel, a görög válogatott edzője először hívta be a görög válogatott keretébe. 2010. március 3-án debütált a Szenegál elleni barátságos mérkőzésen. Ugyanennek az évnek a nyarán bekerült a dél-afrikai 2010-es világbajnokság keretébe, és játszott a Dél-Korea elleni első csoportmérkőzésen, amikor a 61. percben Ángelosz Harisztéasz helyett csereként lépett pályára. 

## Sikerei, díjai
CFR 1907 Cluj
- Román bajnok: 2011–12

 Steaua București
- Román bajnok: 2013–14
- Román kupagyőztes: 2010–11